# Bog ljubezni
Leopold Suhodolčan je leta 1968 izdal roman o umetnikovem življenju Bog ljubezni.

## Zgodba
V prometni nesreči kiparja Martina Lana iz Maribora je umrla njegova žena Dana. Z odvetnikom se trudita dokazati, da ni zakrivil nesreče, kot pravijo v časnikih in okolici. S študentko Katarino se udeleži mednarodnega kiparskega srečanja na Dobrijah. Kiparji pričnejo z delom v železarni, le Lan nima navdiha za ustvarjanje. Bremeni ga misel na Dano, prometno nesrečo in krivico. Na Dobrijah se zaradi obsodb spopada z ljudmi malega mesta. Zaplete se v razmerje s Katarino in dobi idejo za kiparsko skulpturo. Želi ustvariti Erosa – boga ljubezni. Zanj je bog ljubezni »na begu«, saj je ljubezen  »pohabljena in vlačugarsko križana«, spolni akt pa je le »kemični proces«. Predstavi ga kot največjega med bogovi, njegova ljubezen pa je ljubezen v najširšem pomenu. S pomočnikom Andrejem se dobro razumeta, do večine ljudi pa je zelo direkten, brezčuten in žaljiv. Motijo ga njihovi predsodki in identifikacija z družbenimi vlogami. Taki sta gospa Kajhova in Najdenova – ženi direktorjev. Navidezno se razumeta, vendar za hrbtom druga drugo obrekujeta. Povrh obe prevarata svojega moža z Lanom. Lan je na sodišču oproščen. Njegova skulptura je postavljena. Na zaključno slovesnost pride gospa Kolomonova – častna predsednica mednarodnega srečanja, ki Lanu predstavi Ballinijevo – lastnico znane privatne galerije v Milanu. Obe ga zelo cenita in Boga ljubezni na slovesnem govoru postavita za vzgled: »Naj ostane mestu kot simbol vsega, kar se v današnjem času kaže v odnosih med ljudmi [...] Mesto naj sprejme Boga ljubezni takega, kakršnega je umetnik ustvaril ... « Kljub uspešnemu koncu se Martin na poti domov počuti nesrečno, saj zopet zapade v tuhtanje o Dani, krivdi in preteklosti. 

## Kritika in literarna zgodovina
O glavni osebi: »Večno je navkriž z okoljem, ki ga ne razume, pri tem pa se ne vpraša, če ni krivda za to pri njem samem.« (Jasmina Pečovnik)
"Bistvo tega teksta predstavlja njegov (Martinov) spopad z malomeščanskim okoljem ter z najrazličnejšimi oblikami malomeščanskega primitivizma." (Magda Juretič) 
»Bog ljubezni je v primerjavi z ostalimi njegovimi teksti mnogo bolj izdelan in izčiščen, tudi tu se poslužuje nadrealistične metaforike in pripovednih prijemov z dolgimi sintaktičnimi kompozicijami, kjer kaže junakov tok zavesti v obliki posrednih samogovorov.« (Magda Juretič)
"Danina smrt ostaja do konca nepojasnjena. Formalno je preprosta nesreča, vendar je njena moč takšna, da kroži v vedno širših krogih in dobiva najrazličnejše interpretacije, Martin Lan je brezčuten, zunanje površen človek, njegovo kiparjenje je gola manira, rokodelstvo ... Toda v omami, ki sledi dogajanju smrti, patetika ni možna. To je Suhodolčan spoznal šele v tem romanu, ki nosi ciničen in ironičen naslov: Bog ljubezni." (Dimitrij Rupel)